# Karel Vachta
Karel Vachta (* 18. prosince 1943, Český Krumlov) je český politik a učitel, bývalý senátor za obvod č. 10 – Český Krumlov, bývalý vicehejtman Budějovického kraje, později poradce hejtmana Jihočeského kraje a člen ČSSD.

## Vzdělání, profese a rodina
Vystudoval učitelství Matematicko-fyzikální fakultu Univerzity Karlovy v Praze. Poté 28 let učil na gymnáziu v Českém Krumlově, kde v devadesátých letech dělal i zástupce ředitele.

## Politická kariéra
Do ČSSD vstoupil v roce 1990. Ve volbách 1996 se stal členem horní komory českého parlamentu, když se ziskem 51,77 % hlasů porazil kandidátku ODS Evu Dudákovou, přestože v prvním kole vyhrála s 26,72 % hlasů. V senátu se věnoval činnosti ve Výboru petičním, pro lidská práva, vědu, vzdělávání a kulturu. V roce 1997 byl nominován v anketě Ropák roku za snahu postavit lyžařský areál v I. zóně Národního parku Šumava na Smrčině. Ve volbách 1998 svůj mandát obhajoval, avšak již v prvním kole jej jeho soupeř Martin Dvořák porazil v poměru 32,55 % ku 25,58 % hlasů. Ve druhém kole občanský demokrat získal mandát díky 52,83 % všech platných hlasů. I ve volbách 2004 kandidoval, avšak se ziskem 17,18 % se nedostal ani do druhého kola voleb.
V krajských volbách 2000 byl zvolen do zastupitelstva tehdejšího Budějovického kraje a vykonával zde post vicehejtmana a náměstka pro školství. Ve volbách do kraje kandidoval i v roce 2004, avšak z 55. místa kandidátky nebyl zvolen. Od krajských voleb 2008 působil jako poradce hejtmana Jihočeského kraje pro oblast školství, výchovu a vzdělávání.